# Keserű százszorszépek
Keserű százszorszépek (eredeti cím: O sabor das margaridas) egy televíziós drámasorozat Miguel Conde rendezésében, amit a CTV készített Spanyolországban, Galiciában és gallego nyelven íródott. A Televisión de Galiciában 2018. október 3-án jelent meg, a Netflix-premier pedig 2019. március 31-én volt. Az első gallego nyelven íródott sorozat, ami megtalálható ezen a platformon. A Netflix-premier után egy hónappal az Egyesült Királyságban elnyerte a tíz legnépszerűbb nem angol nyelvű sorozat 7. helyezését. A hat részből álló minisorozatot a 2018-as XVII. Mestre Mateo Awards díjkiosztón nyolc kategóriában jelölték, ahol elnyerte a legjobb televíziós sorozatért járó díjat. Műfajilag krimi, filmdráma és thriller kategóriába sorolható.
Galicia. Ahol soha nem történik semmi. Vagy talán több, mint amire a csendes kisváros lakói valaha is gondolnának? A pápa érkezése előtti napokban Rebeca barátnője Marta, ok és nyom nélkül tűnik el a csendes városból, maga után nagy port kavarva. A corunnai csendőrség legújabb tagja, Rosa Vargas hadnagy érkezik a törvényszékiektől, hogy megtalálja az eltűnt lányt Mauro Seoane helyi csendőr segítségével. Azt azonban ők sem tudhatták előre, hogy megannyi bűnnel és még több romlott emberrel van tele a városuk.

## Szereplők
- María	Mera
- Miguel Insua
- Ricardo de Barreiro
- Nerea	Barros
- Toni Salgado

A forgatókönyvet írták: Ghaleb Jaber Martínez, Eligio Montero, Raquel Arias.

## Részek ismertetése
1. rész: Rebeca, a helyi csendőrség leendő főnökének lánya titokban összebarátkozik a furcsa Marta Labradaval aki különös módon eltűnik a békés kis városból. Martat a helyiek, közöttük Rebeca szülei sem kedvelnek, deviáns külseje és a drog árusítása miatt. A helyi csendőrök nyomozásának segítségére Rosa Vargas hadnagy érkezik.
2. rész: Rosa tudomására jut a helyi Night Club híre, és álruhát öltve épül be a személyzethez, mint utcalány. A hadnagy szerint az ott történteknek, köze lehet Marta eltűnéséhez. Innentől kezdve kettős életet él a sikeres nyomozás érdekében.
3. rész: Az utcalány alteregójának köszönhetően tudomására jutnak bizonyos „különös” partik, amiket egy erdő közepén lévő elhagyatott házban rendeznek. Egy szemtanút, aki valószínűleg a partik szervezőinek dolgozója, nem épp törvényes módon, de vallomásra bír Rosa, s kezd minden értelmet nyerni.
4. rész: A város szélén különös holttestet találnak, amely nem kizárt, hogy Marta-é. Egyre több gyanús dologra jön rá a nyomozónő. Pontos nyomozásának és Marta legutolsó telefonbeszélgetésének köszönhetően, amelyet Rebeca-val folytatott, Rosa egy új helyszínre bukkan, ami egyre biztosabb, nagy szerepet játszott a lány eltűnésében.
5. rész: A leendő csendőrfőnök gyanús viselkedése egyre jobban szemet szúr Rosa-nak, így próbál minél jobban elhatárolódni a helyi nyomozóktól, és egyedül folytatja a munkát. Már nyilvánvalóvá válik számára, semmi nem az a városban aminek látszik.
6. rész: Kiderül, hogy a város polgárai sötét titkokat őrizgetnek. Nyilvánvalóvá válik, Rosa Vargas hadnagynak személyes érintettsége van Marta Labrada eltűnésének ügyében. Valamint kiderül a helyi csendőrfőnök sem az igazi mintaapa, férj és törvénytisztelő mintapolgár.

## Fordítás
Ez a szócikk részben vagy egészben  a   Bitter Daisies című angol Wikipédia-szócikk ezen változatának fordításán alapul.  Az eredeti cikk szerkesztőit annak laptörténete sorolja fel. Ez a jelzés csupán a megfogalmazás eredetét és a szerzői jogokat jelzi, nem szolgál a cikkben szereplő információk forrásmegjelöléseként.